# Idsert Aebinga van Humalda
Idsert Aebinga van Humalda (Leeuwarden, 12 september 1754 - aldaar, 21 februari 1834) was een Nederlands politicus en bestuurder.

## Persoonlijk leven
Aebinga stamde uit een oude Friese adellijke familie en was zoon van de officier in Statendienst Binnert Philip Aebinga van Humalda (1709-1791) en C.J. van Sminia (1721-1758). Hij werd erkend als edele van Friesland in 1814 en verkreeg zo het predicaat jonkheer. Hij trouwde in 1785 met Isabella Boreel van Haersma (1763-1789) met wie hij geen kinderen kreeg zodat met hem het adellijke geslacht uitstierf.

## Loopbaan
Aebinga van Humalda was lid van de Grondwetscommissie 1813-1814 en daarna gouverneur van Friesland. Hij was een telg uit een oud Fries geslacht dat vele bestuurders had voortgebracht. Hij behoorde tot de orangisten en verbleef daarom van 1795 tot 1806 in het buitenland.
Hij was commandeur in de Orde van de Nederlandse Leeuw.
- Biografisch Portaal: 59213375
- Digitale Bibliotheek voor de Nederlandse Letteren: huma001
- Parlement.com: vg09llz2mlw4
- Virtual International Authority File: 282869959
- WorldCat: E39PBJcR67TKJx3J7kjr4qGT73